# È bello perdersi
È bello perdersi è il quarto album in studio del gruppo musicale italiano Extraliscio, pubblicato il 5 marzo 2021 dalla Betty Wrong Edizioni Musicali.

## Descrizione
Si tratta di un doppio disco: il primo, intitolato È bello perdersi, comprende dieci brani composti dal frontman Mirco Mariani (a cui si è unita Elisabetta Sgarbi per la parte dei testi), mentre il secondo, Si ballerà finché entra la luce dell'alba, alterna brani strumentali con cover del repertorio popolare, oltre all'inedito Milanesiana di riviera.
Tra i brani presenti vi è anche il singolo Bianca luce nera, realizzato con Davide Toffolo dei Tre Allegri Ragazzi Morti e presentato al Festival di Sanremo 2021, dove si è posizionato dodicesimo.

## Tracce

### Disco 1 –È bello perdersi
Testi di Mirco Mariani e Elisabetta Sgarbi eccetto dove indicato, musiche di Mirco Mariani.
1. La nave sul monte – 4:17
2. La ballerina sinuosa – 5:24
3. Capelli blu – 3:41
4. Marisa e temporale – 5:35
5. È bello perdersi – 3:25
6. Valzer d'Africa – 4:55
7. Odiarsi – 4:17
8. Amarsi come una regina – 4:18
9. Ninna nonna nanna – 4:59 (testo: Pacifico, Mirco Mariani, Elisabetta Sgarbi)
10. Bianca luce nera (feat. Davide Toffolo[5]) – 3:23 (testo: Pacifico, Mirco Mariani, Elisabetta Sgarbi)

### Disco 2 –Si ballerà finché entra la luce dell'alba
1. Il ballo della rosa – 2:49
2. Mia cara gioventù – 2:43 (testo: Raoul Casadei – musica: Secondo Casadei)
3. Il giocoliere – 1:47
4. Milanesiana di riviera – 3:13 (testo: Mirco Mariani)
5. Il ballo e le lucciole in giardino – 6:03
6. Maggio mese gentile – 3:07 (testo: Adriano Bardi – musica: brano tradizionale – arrangiamento: Mirco Mariani)
7. Dolore – 2:45 (musica: Secondo Casadei – interludio: Michele Sganga)
8. Non partir – 3:41 (testo: Alfredo Bracchi – musica: Giovanni D'Anzi)
9. Primavera notturna – 3:06
10. Medley Rosamunda – 4:08